# Ligia Elena
Ligia Elena es una telenovela venezolana realizada en el año 1982 por la cadena Venevisión. Original de César Miguel Rondón, es considerada por muchos la primera telenovela juvenil hecha en Venezuela. Fue protagonizada por Alba Roversi y Guillermo Dávila.

## Trama
Ligia Elena Irazabal, una muchacha linda y rica, conoce a Ignacio Ramón "Nacho" Gamboa, un alocado muchacho de barrio que es el hijo de Pancholón, chofer de las Irazabal. Nacho es técnico de teléfonos, por lo que Pancholón lo lleva un día a reparar el teléfono en la casa de su patrona, es así como se produce el encuentro de los protagonistas. Nacho trabaja por las noches en un night club llamado El gato enmochilado, lugar al que invita a Ligia Elena para que lo vea tocar, ella acepta y va hasta el sitio acompañada de su mejor amiga. Ligia Elena se enamora de Nacho pero ya está comprometida con Alfredo, un joven abogado. El amor de Ligia Elena y Nacho llega a tanto que ella deja plantado a Alfredo en el día de la boda. Cuando Ligia Elena va a buscar a Nacho, se encuentra a Dolores la amante de Nacho, quien es cajera del Gato Enmochilado. Ligia Elena se siente triste y confusa, decide casarse con Alfredo. En una fiesta a la que Nacho es invitado para que cante, un productor disquero lo descubre y lo lanza al estrellato. Las canciones de Nacho se convierten en un éxito en la radio y se convierte en un ídolo musical. Nacho vuelve a buscar Ligia Elena, ésta decide divorciarse, volviendo con Nacho.
La historia fue inspirada en la canción del mismo nombre de Rubén Blades y Willie Colón.

## Elenco
- Alba Roversi ... Ligia Elena Irazábal
- Guillermo Dávila ... Ignacio Ramón "Nacho" Gamboa
- Diego Acuña ... Alfredo Arteaga
- Reneé de Pallás ... Doña Esperanza
- Raúl Xiques ... Don Pedro Arteaga
- Ramón Hinojosa ... Francisco 'Pancholón' Gamboa
- Yolanda Méndez ... Ángela Irazábal
- Julio Jung
- Corina Azopardo ... Cecilia Pérez
- Esther Orjuela ... Dolores
- Juan Frankis
- Sandra Bruzón ... Mireya de Arteaga
- Estelín Betancort
- Hilda Blanco
- Pedro Durán
- Mariela Alcalá
- Lucila Herrera
- Roberto Gray
- Olimpia Maldonado

## Versiones
- Soñarás fue una versión muy libre, realizada en México por la cadena TV Azteca en el año 2004. Fue protagonizada por Yahir, Sandra Echeverría y Vanessa Acosta.